# بور زاپیلسکی
بور زاپیلسکی (به لهستانی:  Bór Zapilski) یک روستا در لهستان است که در گمینا ورنچتسا ویلکا واقع شده‌است. بور زاپیلسکی ۳۶۹ نفر جمعیت دارد.